# 南堡子乡
南堡子乡，是中华人民共和国山西省忻州市偏关县下辖的一个乡镇级行政单位。2021年5月，撤销南堡子乡、尚峪乡，合并设立尚峪镇。

## 行政区划
南堡子乡下辖以下地区：
南堡子村、黑家庄村、大虫岭村、下井坪村、泉儿上村、上井坪村、双寨村、大庄窝村、小庄窝村、张家庄村、南场村、北场村、教子沟村、地椒峁村、车道坡村、南沟村和上纸房村。